# نیو ویتن (داکوتای جنوبی)
نیو ویتن(به انگلیسی: New Witten) شهری در ایالت داکوتای جنوبی کشور ایالات متحده آمریکا است که جمعیت آن در سرشماری سال ۲۰۱۰ میلادی، ۷۹ نفر بوده‌است.